# Chiesa di Santa Maria in Valverde (Borgo San Giacomo)
La chiesa di Santa Maria in Valverde è l'edificio di culto principale di Padernello, frazione del comune italiano di Borgo San Giacomo, in provincia e diocesi di Brescia; fa parte della zona pastorale della Bassa Occidentale.

## Storia
L'esistenza della chiesa è attestata fin dal Medioevo, e il Catalogo capitolare del 1410 la inserisce nella "Squadra de Quinzano", mentre il Designamento dei beni mobili e stabili del 1451 la definisce come chiesa parrocchiale, retta da "Bartolomeo de Ronchus". Il Catalogo queriniano del 1532 indica Ascanio Martinengo Cesaresco come rettore della chiesa.
Nel 1565 fu visitata dal vescovo Domenico Bollani, e dai verbali della visita risulta dotata di due altari dedicati rispettivamente ai santi Rocco e Giovanni Battista. Ma nel 1579 l'edificio e il campanile versavano in uno stato di degrado, e così si presentava al cardinale Carlo Borromeo quando visitò la vicaria di Farfengo. Egli la descrisse come "parva e ruinosa" e segnala la presenza della scuola del Santissimo Sacramento.
Nel 1583 Pompilio Martinengo Cesaresco, che dal 1572 era succeduto allo zio Ascanio come parroco di Padernello, Gabiano e Farfengo, ne promosse la ricostruzione. Nel 1703 ricevette la visita del cardinale Marco Dolfin.
Nel 1740 il conte Bartolomeo Martinengo di Padernello decise il rifacimento dell'intera struttura nelle forme giunte fino ai giorni nostri. I lavori si prolungarono sino al 1795. Il conte morì a Brescia nel 1775, prima di vedere completati i lavori, ma volle che la sua sepoltura fosse posta al centro della chiesa stessa. La tomba fu quindi posta dal figlio e successore Silvio nella chiesa.
Nel 1846 il campanile originale, risalente al Cinquecento, venne sostituito con quello presente, su cui nel 1851 fu collocato il concerto di campane. Una parte delle scale della torre originaria sono utilizzate come accesso all'organo, costruito nel 1832.
Nel 1942 il pittore Vittorio Trainini affrescò l'abside, nell'ottobre 1944 fu posto il pulpito, opera del rezzatese Angelo Gambara, mentre nel 1947 fu messo il nuovo coro e fu risistemata la sacrestia. Nel frattempo, le campane, rimosse nel 1943 su ordine del Governo Nazionale, nel 1949 venivano sostituite.
All'inizio del XXI secolo subì lavori di restauro alla copertura (2006), alla pavimentazione dell'edificio (2008) e al campanile, dove fu sostituito il castello campanario con uno anti-vibrazioni (2012).

## Descrizione

### Esterno

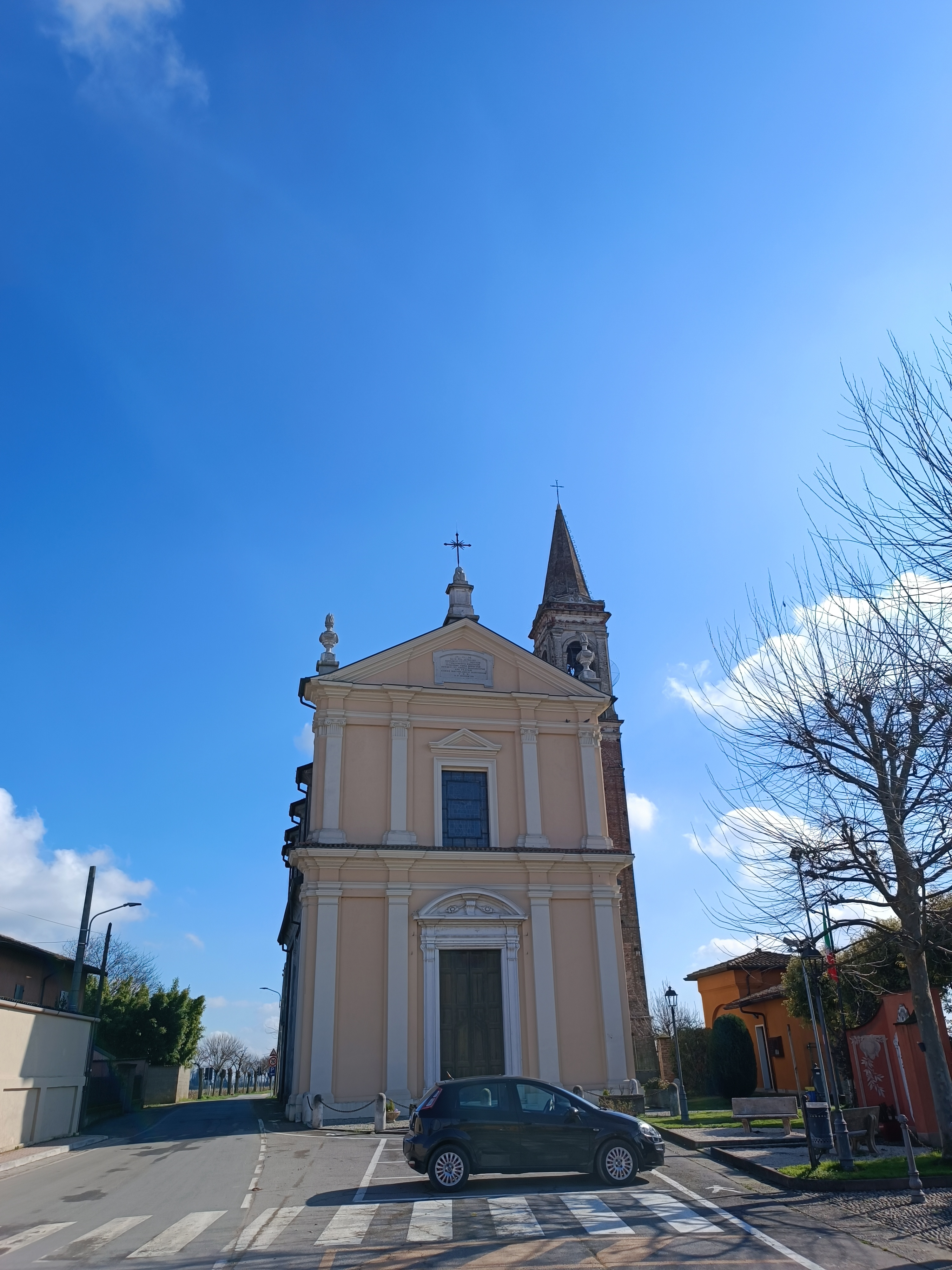
Facciata della chiesa nel 2024

La chiesa, orientata lungo l'asse est-ovest, è costituita da un corpo centrale rettangolare chiuso, sul lato orientale, dal presbiterio rettangolare chiuso da un'abside quadrangolare. 
La facciata, dalle linee neoclassiche, è suddivisa in due registri: quello inferiore è scandito da quattro lesene lisce dai capitelli dorici, che racchiudono al centro il portale d'ingresso all'edificio, decorato con architrave marmorea sormontata da un timpano curvilineo, mentre quello superiore è scandito da altre quattro lesene con capitelli corinzi, proseguimento di quelle inferiori, che inquadrano al centro un finestrone con cornicione marmoreo e sormontato da un timpano triangolare. A coronamento della facciata è posto un frontone triangolare sormontato da due pennacchi laterali e da una croce metallica centrale.
I lati della chiesa presentano, nella parte superiore, dei contrafforti quadrangolari, e sul lato meridionale si trova il campanile ottocentesco, costruito leggermente distanziato dall'edificio. 

### Interno
La chiesa è a navata unica, affiancata da due cappelle poco profonde su entrambi i lati lunghi con volta a botte lunettata. 
Sulla destra si trovano due altari: il primo dall'ingresso custodisce la tela raffigurante una Vergine con santi, opera della scuola di Francesco Maffei, mentre l'altro è dedicato alla Madonna, custodisce la statua della Vergine attorniata dai misteri del Rosario. 
Sul lato opposto vi sono l'altare dedicato al Sacro Cuore e l'altare che ospita la Deposizione dalla Croce del Campi.
Il presbiterio, coperto da una volta a vela, è leggermente rialzato rispetto al piano dell'aula. Ai lati di esso si trovano due cantorie, e sul lato destro si trova l'organo ottocentesco. L'abside, voltato a botte, reca al centro la pala d'altare, mentre nella parte bassa è posto il coro novecentesco.
La sacrestia conserva una Fede, copia di un'opera del Moretto, l'Ultima cena e la Caduta di Gesù sotto la Croce, entrambe di scuola seicentesca.